# Estheria lesnei
Estheria lesnei là một loài ruồi trong họ Tachinidae.